# トンネル (映画)
『トンネル』（原題：Der Tunnel ）は、トンネル29の実話をもとに作られた2001年のドイツのサスペンス映画。前編・後編に分けて放送された188分のテレビ版と、157分の映画版がある。

## ストーリー
1961年、ハリー・メルヒャーは東ドイツ選手権水泳大会で優勝後、西ドイツへの亡命に成功する。彼は変装し偽造パスポートを使い、国境検問所のチェックポイント・チャーリーを通り国境を越え、親友のマティス・ヒラーの後を追う。彼は少し前に下水道を通って亡命に成功していたが、妊娠中の恋人カロラは、一緒に脱出する際に逮捕されてしまい、刑務所にいる。
ハリーは何としてでも、妹夫婦と姪を脱出協力者の助けで同様に西へ連れて来たいが、偽造パスポートを使った方法は、1家族につき1人しか上手く行かないと言う事を知る。
そこでハリーは、不可能に近いが良いアイデアを思いつく。東ドイツは、地上から西へ行くあらゆる可能性を塞ぎ、下水道も監視しているので、ベルリンの壁の下を通るトンネルを掘る事をハリーは決心する。
この際、マティスがエンジニアであることが役に立つ。
ハリーの亡命を手助けしたヴィットリオ・カスタンツァとフレッド・フォン・クラウスニッツと一緒に、マティスとハリーは閉鎖されている工場を借り、その地下室から壁の下へトンネルを掘ろうと思っている。
ある晩に彼らがカフェで計画を練っている時に、フリッツィ・ショルツに盗み聞きされてしまう。彼女はどこからトンネルを掘っているのか見つけ出し、翌日の作業中に彼らの古い工場に侵入する。彼らに捕まり、フリッツィは盗み聞きした事と、彼らと同じように婚約者を西へ連れて来たい事を打ち明ける。彼女はスパイかもしれないと言う最後の疑いが晴れた後、その時にこのチームは完成された。
彼らがすでにベルリンの壁の下を通っている時に、その上で戦車が道路を走り、トンネルを危うく崩壊させ、ハリーを生き埋めにしてしまう。しかし、フリッツィがハリーを助け、この事でフリッツィの人柄に対する彼の最後の疑念が晴れる。
国境検問所でヴィックは、突然警察に亡命支援の容疑で逮捕され、当面の間牢屋に入れられてしまう。しかし彼は刑務所でトンネルに関して一言も話さなかった。非人道的な扱いにも屈せず、彼は無実だと主張し、その結果1961年のクリスマスイブに再び釈放される
作業は考えていた様に早く進まず、彼らはさらに人を加える事を決める。これは西へ亡命させる人数もかなり増やす事になる。当初ハリーはこの事に感心していなかったが、トンネル工事の長い期間に直面して、他に選択肢は残されていなかった。
こうしてトンネルの作業がより早く進むようになった時に、アメリカのNBC放送局がこの事を知る。そして金銭的な保護、ならびにトンネル建設の独占権のために、少なくない額の提供を申し出る。

## キャスト
- ハリー・メルヒャー：ハイノ・フェルヒ
- フレデリーケ・„フリッツィ“・ショルツ：ニコレッテ・クレビッツ（ドイツ語版）
- マティス・ヒラー：ゼバスティアン・コッホ
- ロッテ・ローマン：アレクサンドラ・マリア・ララ
- ヴィットリオ・„ヴィック“・カスタンツァ：メメット・クルトゥルシュ（ドイツ語版）
- カロラ・ランゲンジープ：クラウディア・ミヒェルゼン（ドイツ語版）
- フレッド・フォン・クラウスニッツ：フェリックス・アイトナー（ドイツ語版）
- マリアーネ・フォン・クラウスニッツ：カーリン・バール（ドイツ語版）
- クリューガー大佐：ウヴェ・コキシュ（ドイツ語版）
- 中尉：ヴィルフリード・ホッホホルディンガー（ドイツ語版）
- テオ・ローマン：ハインリヒ・シュミーダー
- 写真家グリューナー：ヴォルフ＝ディートリッヒ・シュプレンガー（ドイツ語版）
- ハイナー：フロリアン・パンツナー（ドイツ語版）